# Świątynia II (Tikál)

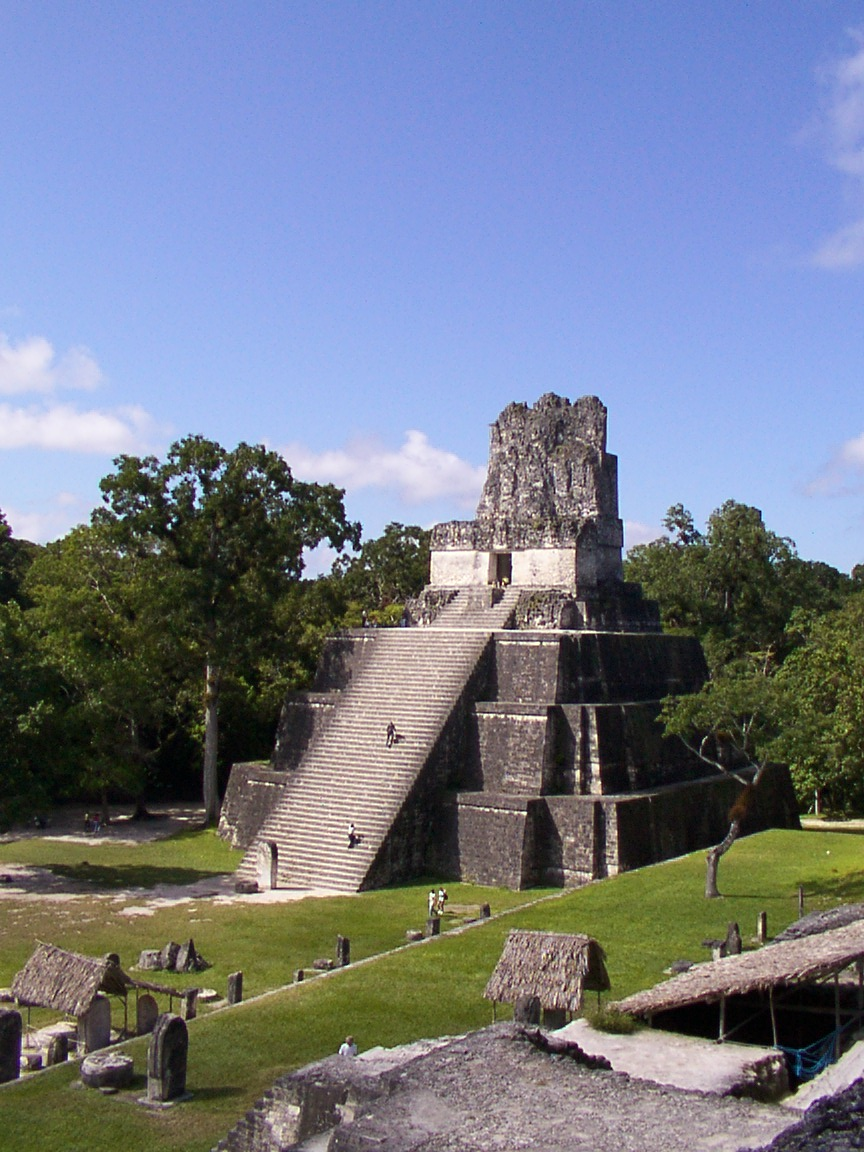
Świątynia II

Świątynia II lub Świątynia Masek (hiszp. Templo II) – piramida schodkowa Majów położona w starożytnym mieście Tikál w Gwatemali. Wzniesiona została pod koniec okresu klasycznego przez króla Jasawa Chana Kʼawiila I na cześć żony Kalajuun Une' Mo'. Budowla składa się z trzech poziomów i mierzy 38 m wysokości. Znajduje się po zachodniej stronie Wielkiego Placu naprzeciw Świątyni I, w której pochowano władcę. Po jego śmierci prace nad budową nadzorował jego syn Yikʼin Chan Kʼawiil. Alternatywnie nazywana jest też Świątynią Masek, ze względu na relief znajdujący się na fasadzie.
21 grudnia 2012 roku do Tikál przybyło ponad 7000 turystów, by „świętować” domniemany koniec świata. Wielu z nich weszło wówczas na schody świątyni powodując jej uszkodzenia.

## Charakterystyka
Piramida w porównaniu do Świątyni I jest bardziej przysadzista i masywna. Jest także najgruntowniej odrestaurowaną budowlą pośród najważniejszych świątyń w Tikál. Obecnie mierzy 38 m wysokości, jednak pierwotnie wznosiła się na wysokość 42 m. Długość ścian u podstawy wynosi 37×41 m, natomiast szerokość głównych schodów to 10 m. Na górnym poziomie ozdabiają je, znajdujące się po bokach, dwie (obecnie mocno zniszczone) maski. Przy wejściu do środku ustawiony jest ogromny kamienny blok, który przypuszczalnie służył jako platforma obserwacyjna dla kapłanów, z której przemawiali do ludzi na placu. Z kolei u podnóża schodów stoi wysoka na ponad 3 m gładka, pozbawiona płaskorzeźb i tekstów kamienna stela (określana jako Stela P-83). 
Wewnątrz znajdują się trzy pomieszczenia o typowym dla Majów sklepieniu kołnierzowym, których wejścia ozdobiono drewnianymi nadprożami. Środkowe z nich jako jedyne było rzeźbione i składało się z pięciu zdobionych belek. Jedną z tych belek można obecnie oglądać w Muzeum Historii Naturalnej w Nowym Jorku.
Badania archeologiczne prowadzone we wnętrzu budowli nie ujawniły, jak przypuszczano, grobowca Kalajuun Une' Mo'. Starożytne graffiti znajdujące się w środku przedstawiają natomiast związanego jeńca składanego w ofierze oraz wizerunki innych świątyń. Niektóre z tych malowideł datuje się na okres klasyczny, a część na wczesny okres postklasyczny (X/XI wiek). Dowodów na rytualne wykorzystanie świątyni w tym okresie dostarczyły odkryte wewnątrz pochówki oraz złożone ofiary.